# Pizza arrotolata
La pizza arrotolata, nota anche come pizza Stromboli, è un piatto italoamericano, originario di Filadelfia (Pennsylvania).

## Descrizione
Si tratta di un impasto arrotolato contenente formaggi italiani (in genere mozzarella), salumi (tipicamente carni italiane come salame, capocollo e bresaola) e verdure. Sebbene sia simile al calzone, la pizza arrotolata si distingue da quest'ultimo in quanto essa ha forma cilindrica e non contiene salsa di pomodoro.

## Storia
La pizza arrotolata è stata inventata nel 1950 nel locale Romano's Italian Restaurant & Pizzeria, situato nella township di Tinicum, nelle vicinanze di Filadelfia. Il suo proprietario Nazzareno Romano ha ideato la ricetta di una cosiddetta "pizza imbottita" o "pizza ripiena" farcendo una pasta usata per preparare il pane con prosciutto, cotechino, formaggio e verdure. Un suo futuro cognato gli ha suggerito di nominare tale pietanza Stromboli (un termine usato ancora oggi per indicare tale pietanza negli USA) per omaggiare l'omonimo film (1950) di Rossellini. Nel 1954, Mike Aquino di Mike's Burger Royal a Spokane (Washington) ha anche egli nominato una sua ricetta Stromboli per omaggiare la stessa pellicola cinematografica. Tuttavia, il piatto di Aquino è sensibilmente diverso dalla ricetta di Filadelfia e condivide con essa solo il nome, in quanto sarebbe in realtà un panino con prosciutto, capocollo e provolone ricoperti di salsa chili.

## Preparazione
Molte pizzerie negli Stati Uniti servono la pizza arrotolata piegando a metà l'impasto e farcendolo con un ripieno in modo simile a un calzone. In altri stabilimenti, le pizze Stromboli vengono preparate con una pasta squadrata che viene arrotolata a mo' di cilindro dopo essere stata farcita con vari condimenti. Altre varianti includono l'aggiunta di salsa per la pizza e una frittura: un metodo di preparazione simile a quello dei panzerotti.